# Munții Taurus

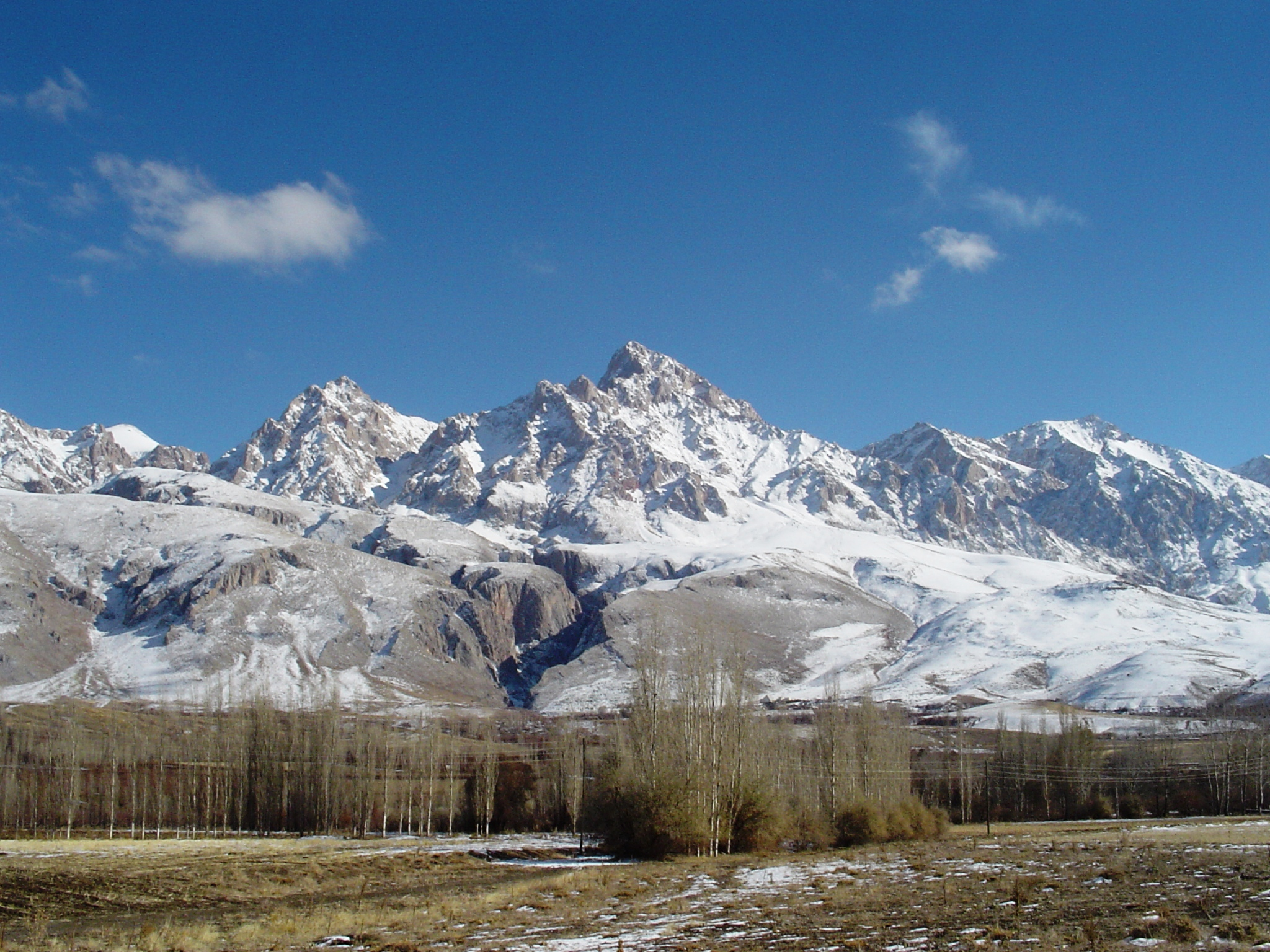

Munții Taurus (în turcă Toros Dağları) reprezintă un masiv muntos în estul și sud-estul Turciei, vestul Armeniei și nordul Siriei. Lungimea sa este de aproximativ 1000 km. Din munții Taurus izvorăsc râurile Göksu și Tigru. Cel mai înalt punct al său este Aldag (3.756 m). La nord de terminația vestică a munților se află lacurile Egridir și Beysehir. La sud de vârful Aladag este râul Seyhan, ce formează Porțile Ciliciene, aflate la nord de Tarsus, cu o lungime de 61 km, prin care treceau armatele și caravanele în antichitate între Anatolia și restul Asiei. La nord - est de masiv se află o extensie a acestuia, numită munții Anti-Taurus. Munții Taurus sunt  lanț muntos din sudul Turciei, un lanț grozav care se desfășoară paralel cu coasta mediteraneană. Sistemul se întinde de-a lungul unei curbe de la Lacul Egridir în vest până la cursul superior al râului Eufrat în Muntele Erciyes în ramura periferică a Munților Nur sunt cele mai înalte vârfuri, multe alte vârfuri ating între 3.000 și 3.700 m. 
Păduri împrăștiate de pin, cedru, stejar și ienupăr se găsesc pe versanți de până la 2.500 m. Crestele albe de calcar sunt frecvente, iar în vest există multe bazine închise cu lacuri la altitudini în medie de 1.000 m (3.200 de metri). Cu excepția suprafețelor mari de terenuri fertile adânc murdare din Câmpia Ciciliană de sub Adana, câmpiile de coastă din sud sunt mici, iar întreaga regiune este slab populată și izolată de interior prin bariere montane. Dintre pasajele care traversează munții, Porțile Cilician (Külek Boğazı) sunt cele mai faimoase, fiind folosite de caravane și armate încă din antichitate. În apropiere se află singura linie de cale ferată care traversează Taurul propriu-zis, unind Kayseri cu Adana. Zăcămintele minerale, exploatate parțial, includ argint, cupru, lignit, zinc, fier și arsenic. 
Lanțul muntos Taurus de pe coasta de sud-vest a Turciei, lângă Antalya, se întinde până la orașul Hatay. Munții se desfășoară paralel cu curba mediteraneană din jurul Golfului Iskenderun. De-a lungul istoriei, munții au stat ca o icoană pentru povești și locuri pentru a crea noi culturi. Numele muntelui provine din aceste culturi, taurul era o descriere obișnuită pentru zeul furtunii orientale, sirienii antici credând că inundația a fost trimisă de zeul furtunii pentru a fertiliza pământul. 
Dovezi ale acestor culturi pot fi văzute în apropierea orașului Antalya. La 30 de kilometri distanță de oraș se află ruinele antice din Termessos. Construită la munte la o altitudine de 1665 metri, s-a spus că ar fi fost unul dintre cei mai protejați, chiar și cuceritori celebri precum Alexandru cel Mare neputând să-l ia.